# Michael Mårtensson
Michael Mårtensson, född 1983 i Malmö, är en svensk artist och manusförfattare. Han är uppvuxen i Julita.
Mårtensson var sångare i dansbandet Highlights åren 2011–2017.

## Diskografi

### Med Highlights

#### Album
- 2012 Highlights - Limited edition nr 1 Sweden Songs
- 2014 Highlights - När vi är tillsammans Atenzia Records
- 2015 Highlights - Limited Edition nr 2 Sweden Songs
- 2016 Highlights - Vackrare än någonsin Neptun

#### Singlar
- 2012 Highlights - "Tills natten blir dag" Sweden Songs
- 2013 Highlights - "Tro på mig" Sweden Songs
- 2013  Highlights - "Sorry" Sweden Songs

## Teater/Musikal (i urval)
- 2004 - Wärdshuset Vita hästen, Lilla teatern Norrköping. Roll: Kossan[5]
- 2007 - Cabaret Lorensberg Göteborg. Roll: Ensemble[6]
- 2006 - Czardasfurstinnan Arbisteatern Norrköping. Roll: Betjänten Eugen von Ronsdorf[6]
- 2008 - HAIR Skandiateatern Norrköping. Roll: Claude Hopper Bukowski[7]
- 2008 - Pippi Långstrump Villa Villerkulla Gotland. Roll: Kling[8]
- 2009 - From Broadway to Hollywood Turné med Dröse och Norberg nöjen
- 2018 - Kvinnorna och staden. Roll: Konrad[9]
- 2020 - Ronja Rövardotter Astrid Lindgrens Värld. Roll: Skalle-Per[10]

## Utmärkelser
- Guldsladden 2012: Årets sångare[11]
- Guldsladden 2013: Årets utstrålande musiker[12]